# Martifer
A Martifer SGPS, SA iniciou a sua atividade em 1990 em Oliveira de Frades, onde a empresa foi fundada por dois irmãos, Carlos Martins e Jorge Martins, em conjunto com António Bastos Pereira, atuando no setor das estruturas metálicas. Hoje Martifer SGPS, SA é a holding de um Grupo focado no setor de Construção metálica (construção metalomecânica, fachadas em alumínio e vidro, infraestruturas para oil & gas e indústria naval), desenvolvendo também atividade no setor da promoção e desenvolvimento de projetos renováveis (Martifer Renewables).
Em agosto de 2025, a Visabeira Indústria lançou uma OPA sobre a Martifer para ficar com 37,5% da empresa, ficando a Mota-Engil com os seus 37,5% e a I'M, holding dos irmãos Martins, com 25%.
A Martifer SGPS, SA, sociedade aberta, 'holding' do grupo Martifer, é responsável pela definição de regras e políticas e pela orientação estratégica do Grupo.